# Anthophora metallica
Anthophora metallica är en biart som beskrevs av Morawitz 1886. Anthophora metallica ingår i släktet pälsbin, och familjen långtungebin. Inga underarter finns listade i Catalogue of Life.